# Phyllachora lagerheimiana
Phyllachora lagerheimiana är en svampart som beskrevs av Rehm 1891. Phyllachora lagerheimiana ingår i släktet Phyllachora och familjen Phyllachoraceae.   Inga underarter finns listade i Catalogue of Life.